# Jan Suzin

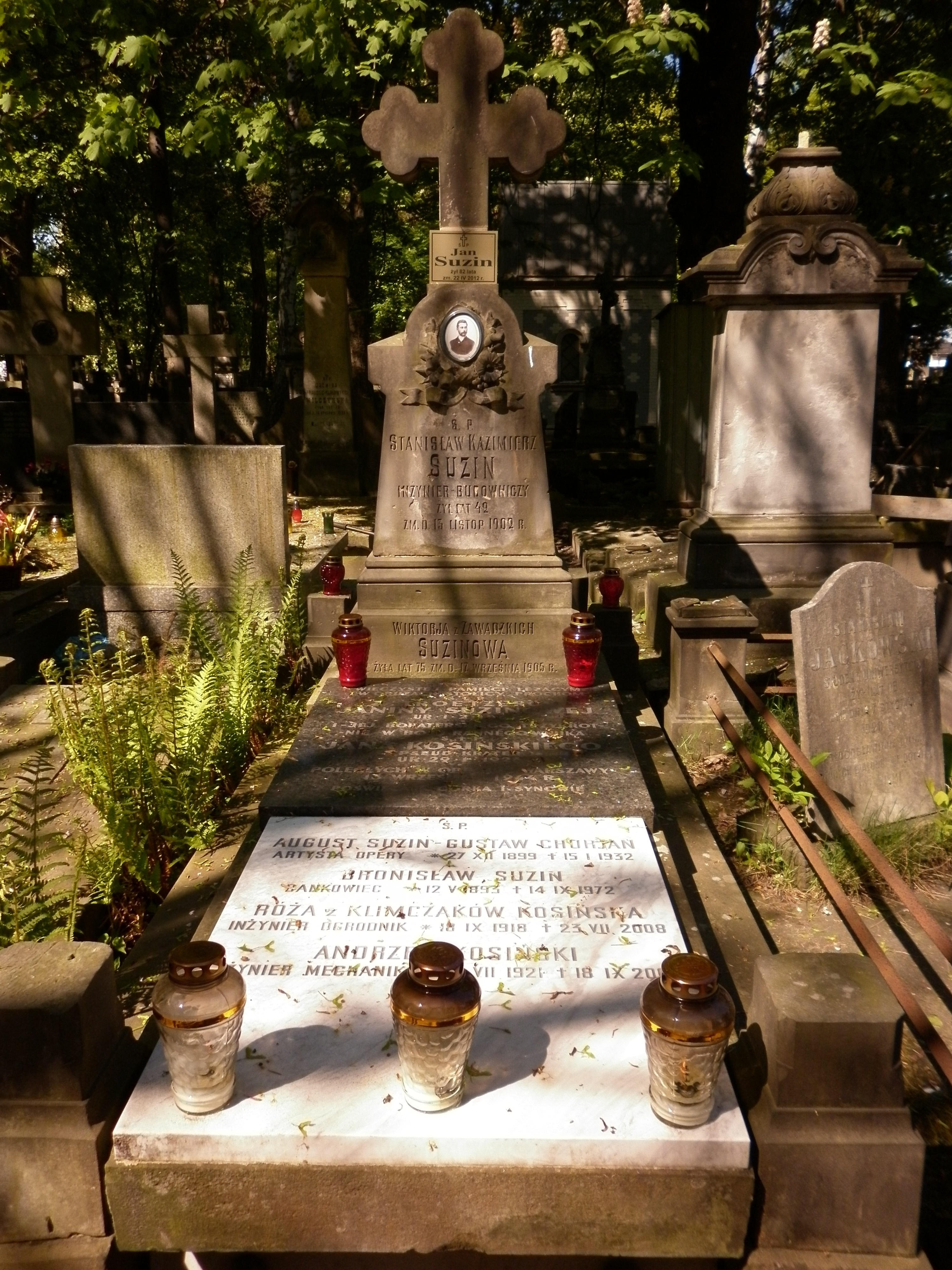
Grób Jana Suzina na Powązkach

Jan Suzin (ur. 12 kwietnia 1930 w Warszawie, zm. 22 kwietnia 2012 tamże) – polski prezenter telewizyjny, lektor filmowy i architekt. Syn architekta Leona Suzina i Heleny Mucharskiej. Miał charakterystyczny głos o niezwykłej barwie – niski, matowy, aksamitny, lekko nosowy.

## Życiorys
Jego pradziadkiem był filareta Adam Suzin, a ojcem – prof. Leon Marek Suzin, podchorąży w wojnie 1920, architekt, wykładowca przedwojennej Politechniki Warszawskiej, odznaczony Krzyżem Walecznych za udział w bitwie nad Bzurą w 1939.
Z wykształcenia architekt, absolwent Wydziału Architektury Politechniki Warszawskiej z 1952. Na początku lat 50. był jednym z członków zespołu projektującego warszawski MDM. W 1956 razem z ojcem przygotował projekt rekonstrukcji i odbudowy stołecznego kościoła garnizonowego przy ul. Długiej.

### Praca w TVP
W listopadzie 1955 rozpoczął pracę jako lektor w Telewizji Polskiej. Jako 25-letni architekt wziął udział w pierwszym konkursie na spikera telewizyjnego, który organizowała TVP; informację o konkursie przeczytał w gazecie „Express Wieczorny”. W trójstopniowym konkursie brano pod uwagę – obok aparycji – poprawność dykcji, znajomość języków obcych, walory intelektualne i refleks. Wraz z Eugeniuszem Pachem został wybrany spośród 2 tys. kandydatów na stanowisko odpowiadające dzisiejszemu prezenterowi. Zwyciężył dzięki odpowiedzi, jakiej udzielił Adamowi Hanuszkiewiczowi, gdy ten zaproponował wypełnienie ewentualnej dziury w programie.

- Mam dla państwa dobrą wiadomość - zagaił. - Po przerwie szykujemy rzecz, która na pewno się państwu spodoba. Otóż Telewizja Polska kupiła w Paryżu serię filmów specjalnie dla panów, które będziemy nadawać codziennie w godzinach wieczornych.

Pierwszy dyżur spikerski miał 26 listopada 1955, a ostatni – dokładnie 41 lat później, 26 listopada 1996, po czym przeszedł na emeryturę.

Pierwszy dyżur miałem 26 listopada 1955 roku, a ostatni 26 listopada 1996 r. Edyta, odchodząc, zrobiła wieczór pożegnalny, ja zdecydowałem, że wyjdę po cichu. Na zakończenie dyżuru powiedziałem jak zwykle „życzę państwu dobrej nocy”, wyszedłem ze studia i już nie wróciłem.

Był jednym z dwóch pierwszych (obok Eugeniusza Pacha) lektorów TVP; wystąpił w pierwszym wyemitowanym programie, nadawanym wówczas z Doświadczalnego Ośrodka Telewizyjnego przy ul. Ratuszowej w Warszawie. Zapowiedział wtedy francuską komedię Wakacje pana Hulot z Jacquesem Tati w tytułowej roli. Na początku lat 70. był prezenterem Dziennika Telewizyjnego, przez cały czas pracy w TVP był spikerem.

Starałem się mówić do jednego człowieka. Siedząc przed mikrofonem, ani na chwilę nie wolno sobie wyobrażać, że mówi się do milionów. Tylko w ten sposób przechodzi się przez ekran.

Był konferansjerem na Festiwalu Piosenki Radzieckiej w Zielonej Górze. Wielokrotnie składał widzom życzenia noworoczne, najczęściej w duecie z Edytą Wojtczak. Na 40-lecie TVP zostali wybrani parą najbardziej lubianych postaci z ekranu. Czasami prowadził programy rozrywkowe, np. Dobry wieczór, tu Łódź.
Jako lektor czytał teksty filmów (głównie westernów) i programów popularnonaukowych, m.in. materiały do „Sondy”. Zawodu lektora uczył się sam, a pierwszym filmem z kilku tysięcy, który przeczytał, był radziecki dramat Ziemia Dowżenki. W latach 90. czytał dla prywatnych firm, takich jak Elgaz, NVC, Fan Media. Zajmował się także czytaniem filmów w Studio Eurocom na zlecenie Polsatu i Polonii 1.
Występował też w polskich filmach, głównie grając role samego siebie. Słynął z nienagannych manier, znajomości wielu języków obcych oraz zamiłowania do lotnictwa.

Był człowiekiem dystyngowanym. Miał miłą powierzchowność, piękny głos, imponował wysoką kulturą osobistą, ale zawsze pozostawiał między sobą a rozmówcą odrobinę dystansu.

Był jednym z niewielu prezenterów, którzy nie musieli występować w mundurach w stanie wojennym.
Już na emeryturze w nielicznych wypowiedziach dla mediów ubolewał nad kondycją współczesnej telewizji i wszechobecnymi reklamami. W domu nie miał telewizora.
Był aktywnym członkiem Towarzystwa Przyjaciół Miasta Kazimierza Dolnego.
Zmarł w warszawskim szpitalu, po długiej i ciężkiej chorobie. Uroczystości pogrzebowe Jana Suzina odbyły się 26 kwietnia 2012 w Kościele św. Karola Boromeusza. Został pochowany na cmentarzu Powązkowskim (kwatera 66-1-5).

## Życie prywatne
W połowie lat 50. był związany z Ireną Dziedzic, z którą planował wspólną przyszłość, ale ostatecznie ich związek rozpadł się. W 1958 podczas realizacji jednego z Teatrów Telewizji poznał aktorkę Alicję Pawlicką, z którą ożenił się w 1965. Mieszkali na Saskiej Kępie.
Na przełomie 1944 i 1945 Jan Suzin z ojcem Leonem otrzymali do przechowania sztandar, który umieścili w tulei i ukryli w grobowcu rodzinnym Suzinów na Powązkach. Zgodnie z przekazem osób, które opiekowały się sztandarem – miał on należeć do jednego z oddziałów Armii Krajowej działających na Wileńszczyźnie. Sprasowany, owinięty wstęgą, włożony do łuski, zalakowany i zaspawany, w mosiężnej tulei sztandar przeleżał w grobowcu rodziny Suzinów blisko 60 lat. W 2009 podczas przebudowy grobowca sztandar wydobyto i przekazano Muzeum Wojska Polskiego. Po wyjęciu z tulei i jego rozwinięciu okazało się, że jest to sztandar 6. Pułku Ułanów Kaniowskich.

## Nagrody i wyróżnienia
- 1967: Odznaka 1000-lecia Państwa Polskiego
- 1969: Złoty Ekran '68 – dla indywidualności telewizyjnej roku
- 1972: nagroda Komitetu ds. PRiTV za osiągnięcia w pracy spikera telewizyjnego[46]
- 1978: Srebrna odznaka honorowa „Za Zasługi dla Warszawy”[47]
- 1992: laureat Super Wiktora (wraz z Edytą Wojtczak) za całokształt twórczości
- 1993: Laureat Wiktora
- 2002: Statuetka „Gwiazda Telewizji Polskiej” za wysoką kulturę dziennikarską[48]

## Role filmowe
- 1960: Szczęściarz Antoni jako pan młody w USC
- 1962: Wielka, większa i największa jako spiker TV
- 1971: Samochodzik i templariusze jako dziennikarz przeprowadzający wywiad z Brodaczem
- 1971: Nie lubię poniedziałku jako spiker TV
- 1976: Brunet wieczorową porą jako spiker TV
- 1986: Tulipan jako Jan Suzin, klient szewca
- 1988: W klatce jako Jan Suzin
- 1989: Konsul jako spiker TV
- 2005: 1409. Afera na zamku Bartenstein jako Narrator (rola głosowa)

## Role w Teatrze Telewizji
- 1982: Długie pożegnanie według Chandlera jako policjant

## Role teatralne
- 1990: Bez seksu proszę jako komentator tv, Teatr Syrena, Warszawa
- 1995: Bez seksu proszę jako komentator tv, Teatr Nowy im. Gustawa Morcinka, Zabrze